# カキラン
カキラン（柿蘭、学名：Epipactis thunbergii A. Gray ）は、ラン科カキラン属の多年草。別名がスズラン。

## 特徴
茎の高さは、30-70 cm。葉は茎に互生し、卵状披針形で、基部が鞘状になって茎を抱く。上部にいくにしたがって葉は小さくなる。花期は6-8月で、黄褐色の花を茎の先に10ほど総状につけ、下方から開花していく。花の唇弁にある紅紫色の模様が目立つ。和名は花の色が柿の実の色に似ていることに由来する。
東北地方の花の黄色に紅紫色の模様がなく、茎の下部が紫色を帯びないキバナカキラン（Epipactis thunbergii A.Gray f. flava Ohwi ）及び九州南部の唇弁が側花弁と同形であるイソマカキラン（Epipactis thunbergii A.Gray f. subconformis Sakata ）の品種がある。

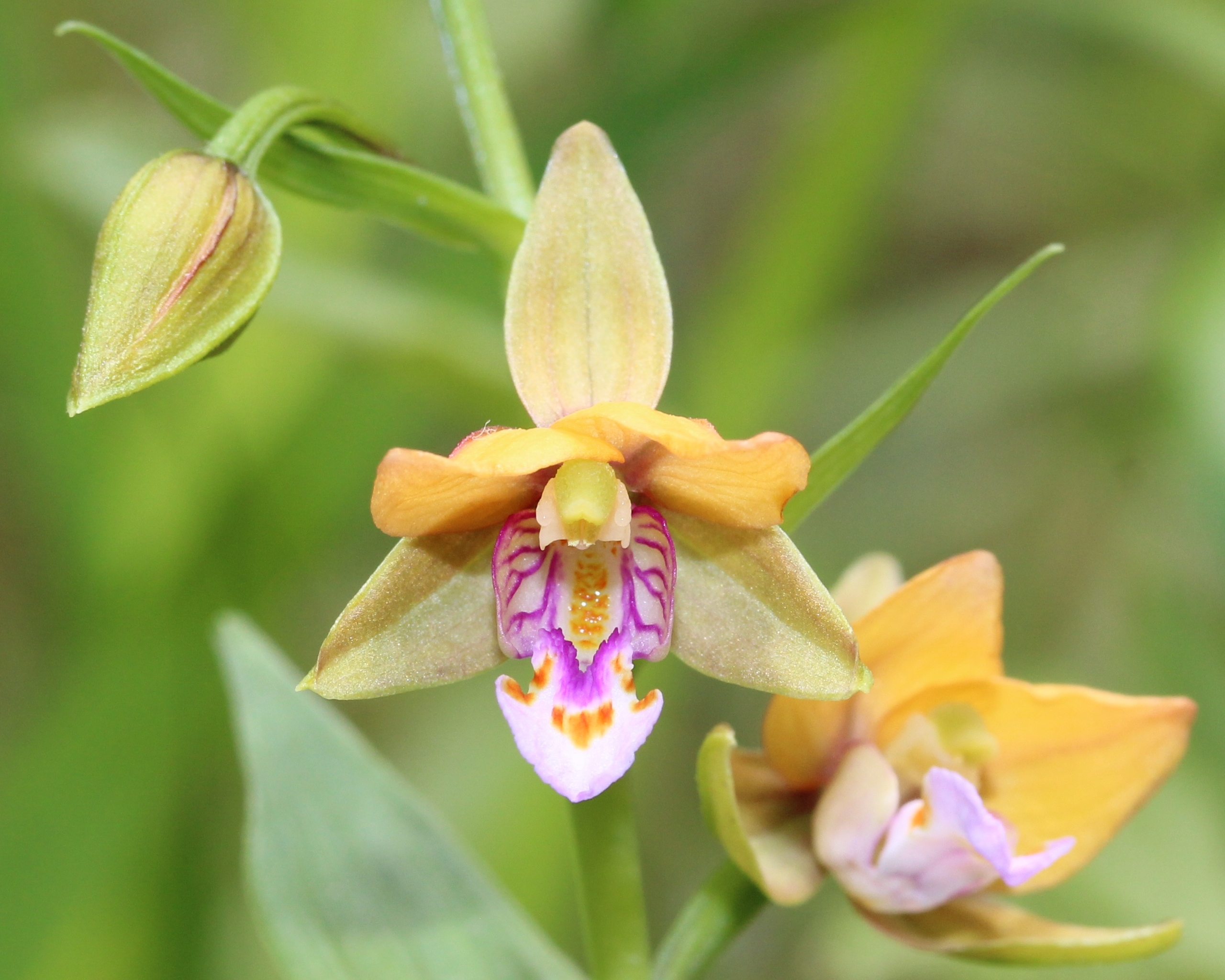
花の細部
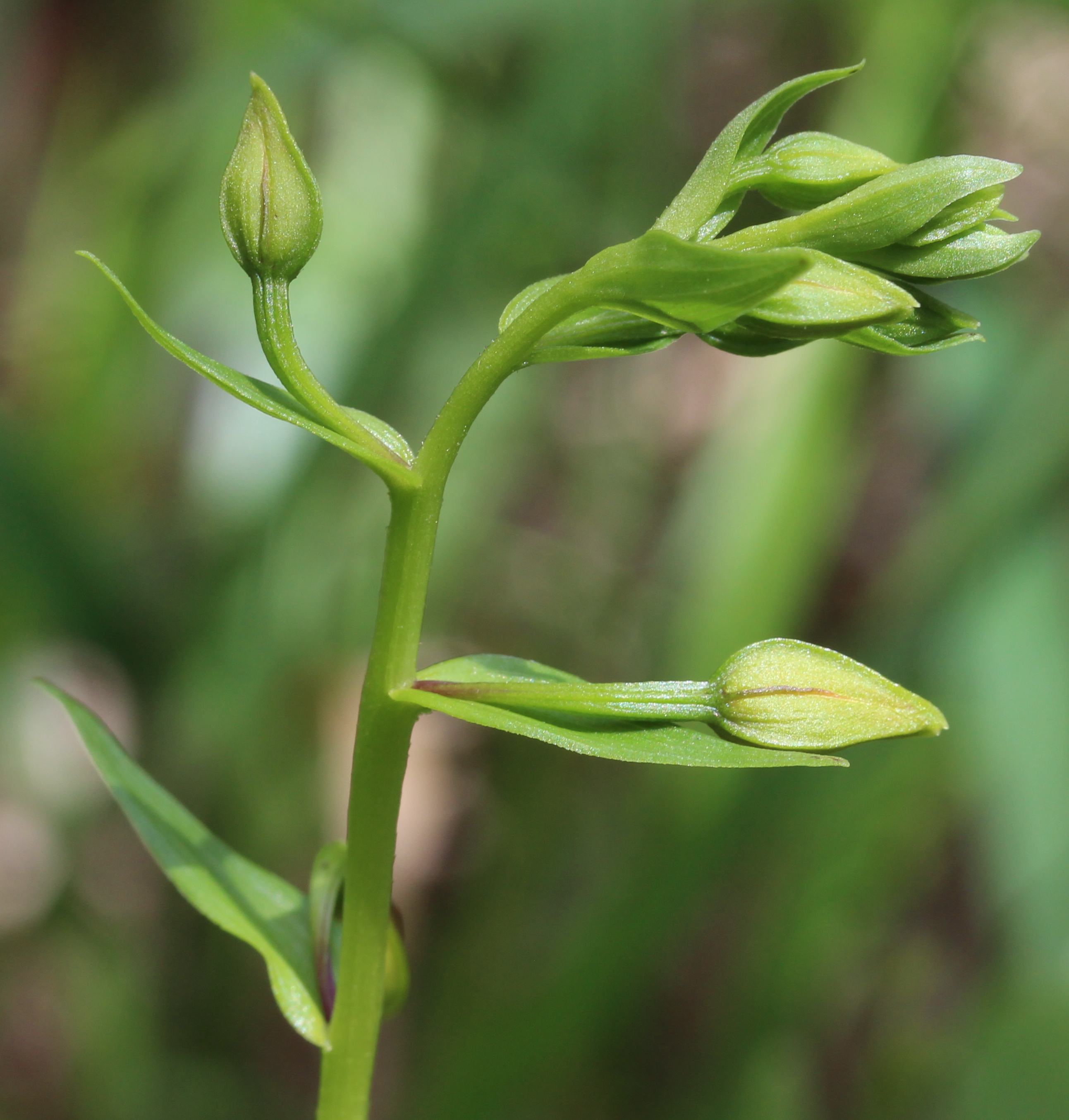
蕾
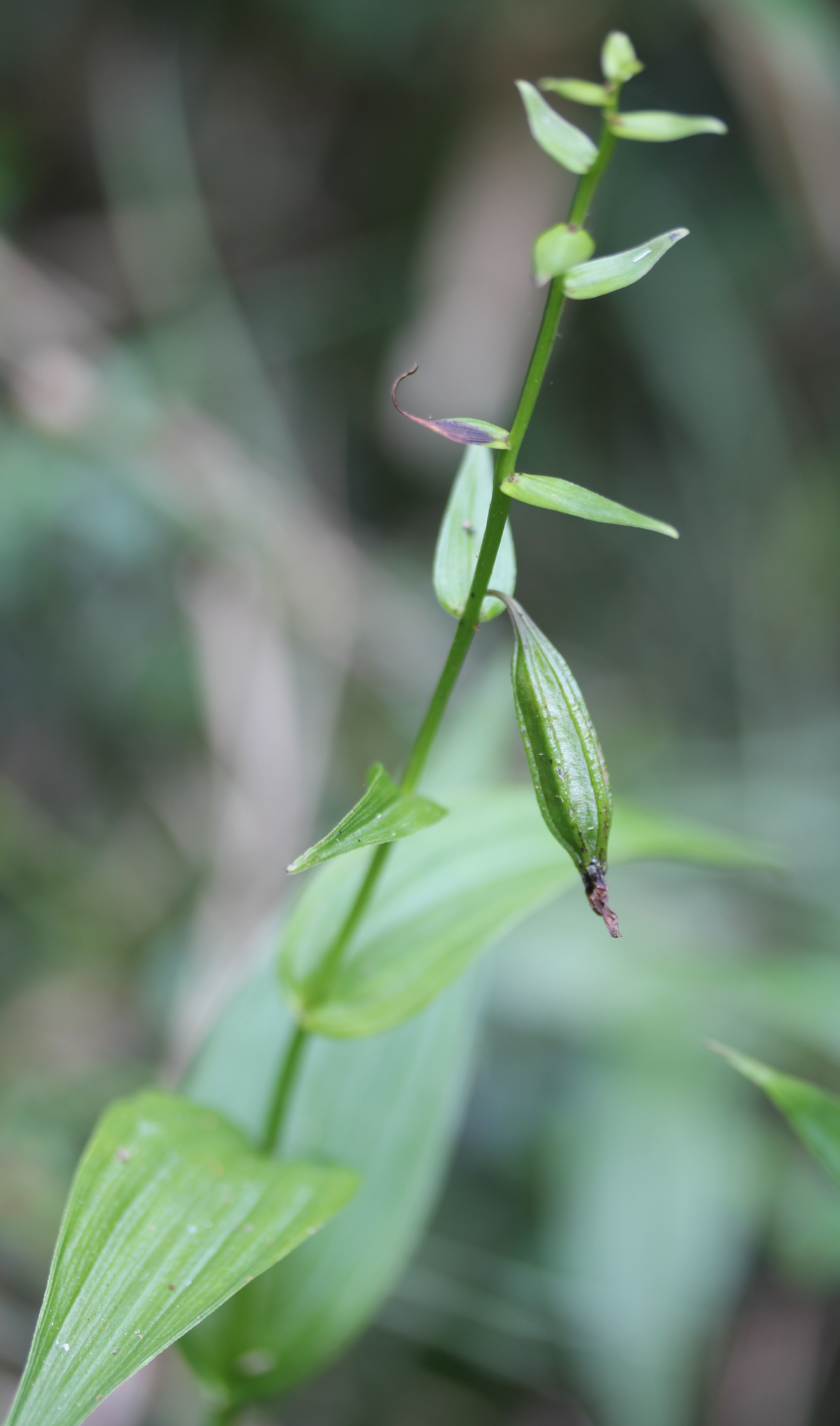
若い果実
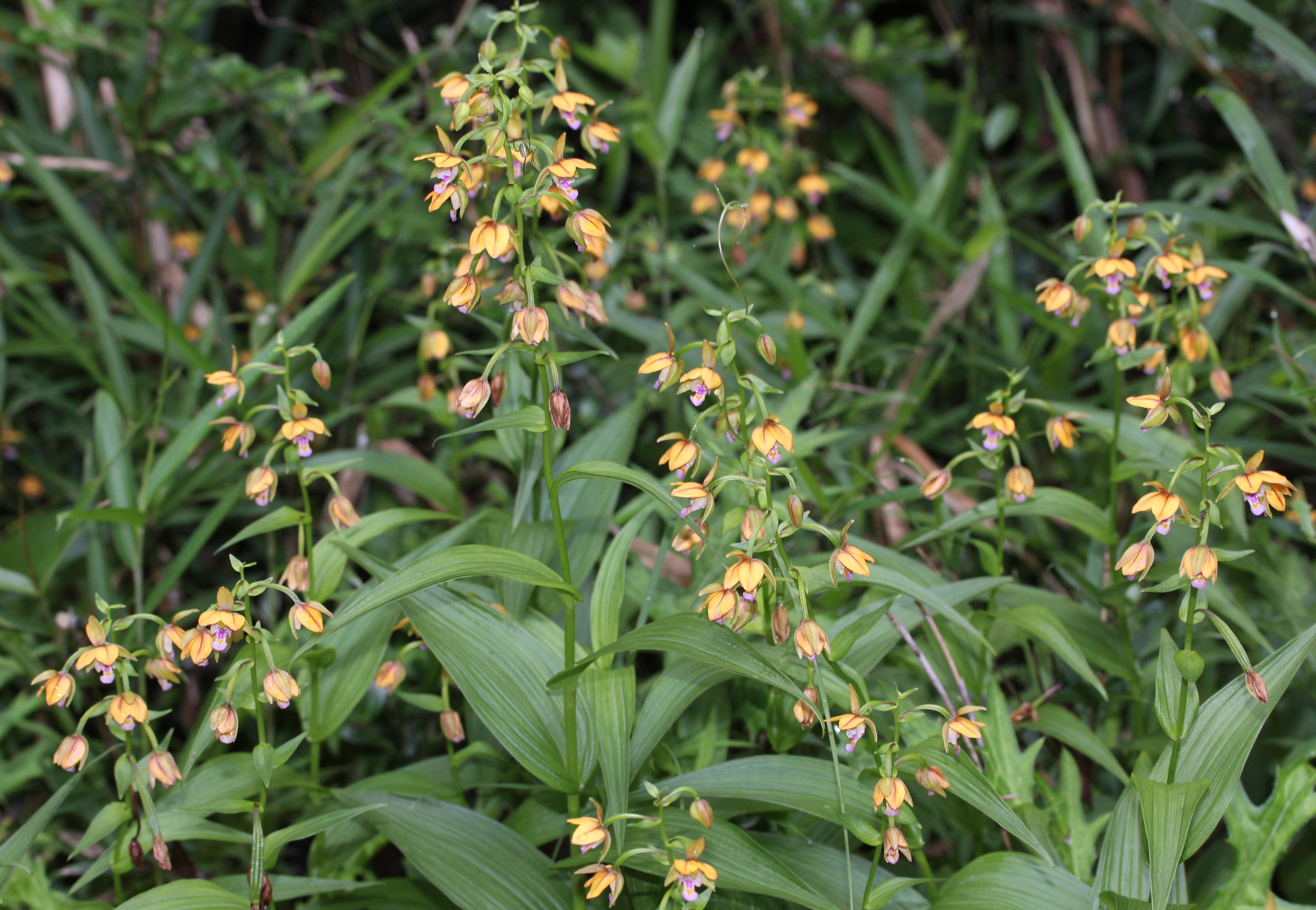
湿地に生育する群落

## 分布と生育環境
ロシアのウスリー、中国東北部、朝鮮半島、日本に分布する。
日本では北海道、本州、四国、九州、種子島、奄美大島、徳之島にかけて広く分布する。山野の日当たりのよい湿地、沢沿いなどの湿り気のある場所に自生する。田中澄江による『花の百名山』で、宮崎県の祖母山を代表する花のひとつとして紹介されている。

## 種の保全状況評価
日本では以下の都道府県で、レッドリストの指定を受けている。多数の都道府県で、開発による湿地の減少、湿った草地の減少、草地の開発、森林伐採、環境遷移による湿地の乾燥化、栽培目的のための採集などにより減少傾向にある。
- 絶滅（EX） - 埼玉県[7]
- 絶滅危惧IA類（CR）- 山梨県、沖縄県[4]
- 絶滅危惧I類（CRまたはEN） - 徳島県[8]
- 絶滅危惧IB類（EN）- 東京都南多摩[注釈 1]、神奈川県
  - 絶滅危急種（En）[注釈 2] - 北海道[16]
  - 重要保護生物（B）[注釈 3] - 千葉県[12]
- 絶滅危惧II類（VU） - 宮城県、栃木県[9]、群馬県、島根県[15]
  - 絶滅危惧種 - 奈良県[注釈 4]東京都北多摩と伊豆諸島は絶滅危惧II類。
- 準絶滅危惧（NT） - 秋田県、山形県、富山県、石川県[13]、長野県、三重県[17]、香川県[10]、愛媛県[14]、長崎県、熊本県
  - Cランク - 岩手県[注釈 5]、兵庫県[注釈 6][11]
- 分布重要 - 鹿児島県